# Y'a que la vérité qui compte
 (juin 2020).
Si vous disposez d'ouvrages ou d'articles de référence ou si vous connaissez des sites web de qualité traitant du thème abordé ici, merci de compléter l'article en donnant les références utiles à sa vérifiabilité et en les liant à la section « Notes et références ».
Y'a que la vérité qui compte est une émission télévisée animée par Pascal Bataille et Laurent Fontaine, diffusée du 2 septembre 2002 au  27 novembre 2006 sur TF1, puis dans sa nouvelle version depuis le 12 octobre 2023 sur C8 puis sur W9. Depuis 2020, l'émission est également disponible sur les réseaux YouTube et Facebook et Iminéo.
Le principe de l'émission consiste à faire se rencontrer deux personnes que l'histoire personnelle a éloigné ou séparé. Un rideau les sépare et l'invité principal doit prendre la décision de renouer contact avec l'autre personne, après avoir raconté son expérience et exprimé ses sentiments. 
En novembre 2021, le bouquet PlutoTV crée la chaîne Y a que la vérité qui compte qui diffuse l'ensemble des émissions des différentes saisons et versions successives. À partir du 8 septembre 2022, l'émission est à nouveau produite à travers une nouvelle formule et diffusée sur C8 appartenant au groupe Canal+, lui-même contrôlé par le groupe Bolloré jusqu'au 23 janvier 2025. À partir du 12 octobre 2023, des numéros inédits sont proposés sur C8 en première partie de soirée. La même chaîne commande une nouvelle série d’émissions en avril 2024, pour un tournage réalisé en juin et une diffusion en septembre de la même année.
En raison de l'arrêt définitif de la chaîne C8 survenu en mars 2025, CStar, autre chaîne du groupe Canal+, reprend la diffusion par anticipation, à compter du 30 janvier 2025. Le 14 mars 2025, le groupe M6 lequel a engagé Cyril Hanouna ayant quitté le groupe Canal+, annonce dans un communiqué de presse, le retour de l'émission sur W9, à partir du 4 septembre 2025.

## Concept
Une personne demande à la production d'inviter une autre personne sur le plateau pour « lui faire une déclaration importante. » Avant d'entrer sur le plateau, l'invité n'a aucune idée de la raison de son invitation, ni de la personne qui souhaite lui parler, laquelle reste anonyme à ce stade. Après le témoignage de l'invité principal, les deux personnes sont séparées par un rideau et ne peuvent se voir que par l'intermédiaire de deux écrans de télévision. Cela permet à l'invité de reconnaître la personne ayant sollicité la rencontre.
Une discussion s'engage alors entre les deux personnes. L'invitant expose ce qu'il avait à dire à l'invité : cela peut concerner une retrouvaille familiale, une déclaration d'amour, des retrouvailles d'amis d'enfance, etc.
Quelques minutes après, l'invité décide s'il souhaite ou non rencontrer l'invitant. S'il refuse, le rideau reste fermé et les deux personnes s'en retournent sans se rencontrer ; s'il accepte, le rideau s'ouvre et on peut voir leurs retrouvailles et entendre leurs échanges.

## Historique
Du 2 septembre 2002 au 27 novembre 2006, l'émission est programmée en deuxième partie de soirée le lundi sur TF1 à 22h50, après la fiction (téléfilm ou série).
Vingt années plus tard, à partir du 8 septembre 2022 sur la chaîne privée C8, certaines émissions sont rediffusées le jeudi soir, en première partie de soirée. En fonction des éditions sélectionnées, on retrouve certains intervenants dans la séquence "Que sont-ils devenus ?".
Le 13 avril 2023, la chaîne C8 et les producteurs annoncent que l'émission est de retour en septembre 2023, avec de nouveaux candidats et que Rebecca Hampton devrait être également de la partie.

## Polémiques
Emmanuelle Anizon, journaliste de Télérama, invente de toutes pièces une fausse histoire lui permettant d'entrer comme témoin dans l'émission du 31 octobre 2005 avec la complicité d'une amie. « Il y a 17 ans, Emmanuelle a couché avec le petit ami de sa meilleure amie, Patricia. Après coup, elle le lui a avoué, confuse, devant une pizza quatre fromages et ne se sont jamais revues. ». L'histoire intéresse la production, laquelle prépare  l'enregistrement de l'émission en plateau. Dans l'article à la une de Télérama, la journaliste détaille avec ironie les préparatifs de l'émission, la journée d'enregistrement ainsi que les jours précèdent la diffusion de l'émission. Elle révèle surtout l'existence d'un contrat signé avant d'entrer sur le plateau, obligeant les candidats à ne pas diffuser d'images ou en révéler le déroulement.
Cinq jours après la diffusion de sa participation à l'émission du 3 mai 2004, une femme ayant participé au programme est agressée par son ex-conjoint. L'homme est condamné à cinq ans de prison avec sursis, notamment pour agression sexuelle. À la suite de cette affaire, Bataille et Fontaine n'expriment aucun commentaire mais ont seulement rappelé que la jeune femme a donné son accord à la diffusion de l'émission. Pourtant, la victime accuse la production de ne pas lui avoir révélé le vrai principe de l'émission et lui avoir assuré que son ex-petit ami qu'elle n'a pas souhaité pas revoir, ne serait pas présent à l'émission. Lorsqu'elle apprend au contraire sa candidature, elle refuse d'ouvrir le rideau, quitte le plateau et refuse expressément que la séquence soit diffusée sur l'antenne de TF1. Malgré tout, l'émission est diffusée et cinq jours plus tard son ex-conjoint se rend chez elle et l'agresse notamment sexuellement pour, selon l'enquête judiciaire, lui faire payer l'affront en public qu'il a subi. L'avocat de la victime demande que la responsabilité civile de la société de production Loribel soit engagée. Un ancien intervenant de l'émission prénommé Sam révèle dans son livre intitulé La vérité est au bout du couloir, les suites de cette affaire de violence. En dépit du jugement, les deux animateurs producteurs ne reconnaissent pas leurs torts et leurs responsabilité dans cette affaire mais sont toutefois reconnus coupables par la justice et ils doivent verser une modeste indemnité à la victime. Dans le même livre publié en 2021, on apprend que l'émission aurai fait d'autres victimes.

## Tentative de censure d'un film
Le film documentaire 20 minutes de bonheur, réalisé en 2005 par Oren Nataf et Isabelle Friedman, décrit la fabrication de l'émission. Laurent Fontaine et Pascal Bataille tentent de faire interdire la sortie du film en salles : leur requête est finalement rejetée en novembre 2007, pour une sortie effective en septembre 2008.

## Versions étrangères
Le format de télévision créé en France est adapté pour trois pays dans le monde, en particulier dans plusieurs pays africains francophones.
| Pays        | Nom de l'émission     | Présentateur(s)   | Chaîne(s)          | Première diffusion | Dernière diffusion |
| ----------- | --------------------- | ----------------- | ------------------ | ------------------ | ------------------ |
| Tunisie     | Andi Mankolek         | Ala Chebbi        | Tunisie 7          | 2008               | 2021               |
| Tunisie     | Andi Mankolek         | Ala Chebbi        | Ettounsiya TV      | 2008               | 2021               |
| Tunisie     | Andi Mankolek         | Ala Chebbi        | El Hiwar El Tounsi | 2008               | 2021               |
| Tunisie     | Andi Mankolek         | Abderrazek Chebbi | Attessia TV        | 2008               | 2021               |
| Algérie     | Iftah 9albek          | Salima Souakri    | Echorouk TV        | 24 novembre 2016   | En cours           |
| Monde arabe | افتح قلبك Iftah Albak | George Kurdahi    | LBCI               | 18 octobre 2004    | 28 juin 2005       |